# Пасти, Элемер
Элемер Пасти (венг. Pászti Elemér; 20 декабря 1889, Сольнок — 27 октября 1965, Будапешт) — венгерский гимнаст, серебряный призёр летних Олимпийских игр 1912 года. В индивидуальных соревнованиях занял 13-е место.
Региональный чемпион в командном первенстве 1913, 1921, 1922 и 1925 годов. Чемпион Венгрии в командном первенстве 1912, 1913, 1914, 1921, 1922 и 1928 годов. Чемпион в индивидуальном первенстве 1924 и 1925 годов.
Был женат с 1914 по 1917 годы, однако его дети умерли при рождении. После войны стал председателем Венгерского объединения медицинских обществ и ассоциаций.